# Past Times
Past Times est un tableau réalisé par le peintre américain Kerry James Marshall en 1997. D'un format horizontal, cette toile exécutée à la peinture acrylique et par collage est une idylle qui représente des Noirs vêtus de blanc, pendant leurs loisirs en plein air. Alors qu'au premier plan une famille pique-nique ou joue au croquet et au golf en écoutant la radio, d'autres figures font du ski nautique sur un plan d'eau derrière eux. L'œuvre est conservée au sein de la collection privée de Sean Combs. Elle a été vendue par Sotheby's en mai 2018.